# Diócesis de Taungngu
La diócesis de Taungngu (en latín: Dioecesis Tunguen(sis) y en birmano: တောင်ငူသာသနာ) es una circunscripción eclesiástica latina de la Iglesia católica en Birmania, sufragánea de la arquidiócesis de Taunggyi. La diócesis tiene al obispo Isaac Danu como su ordinario desde el 1 de septiembre de 1989.

## Territorio y organización
La diócesis tiene 49 600 km² y extiende su jurisdicción sobre los fieles católicos de rito latino residentes en parte de la región de Bago. 
La sede de la diócesis se encuentra en la ciudad de Taungoo, en donde se halla la Catedral del Sagrado Corazón.
En 2020 en la diócesis existían 22 parroquias.

## Historia
El vicariato apostólico de Birmania Oriental fue erigido el 27 de noviembre de 1866 con el breve Summum ecclesiae del papa Pío IX, tras la división del vicariato apostólico de Birmania (hoy arquidiócesis de Yangón). La misión de evangelizar el territorio fue confiada a los misioneros italianos del Pontificio Instituto Misiones Extranjeras.
El 27 de abril de 1927 el vicariato apostólico cedió una parte de su territorio para la erección de la prefectura apostólica de Keng-tung (hoy diócesis de Kengtung) con el breve In omnes orbis del papa Pío XI. El mismo día como consecuencia del breve In universas asumió el nombre de vicariato apostólico de Toungoo.
El 1 de enero de 1955 el vicariato apostólico fue elevado a diócesis con la bula Dum alterna del papa Pío XII. Originalmente era sufragánea de la arquidiócesis de Rangún (hoy arquidiócesis de Yangón).
El 21 de marzo de 1961 cedió otra porción de territorio para la erección de la diócesis de Taunggyi (hoy arquidiócesis) mediante la bula Magno gaudio del papa Juan XXIII.
El 31 de julio de 1996 la diócesis tomó su nombre actual.
El 17 de enero de 1998 pasó a formar parte de la provincia eclesiástica de la arquidiócesis de Taunggyi.

## Estadísticas
De acuerdo al Anuario Pontificio 2021 la diócesis tenía a fines de 2020 un total de 43 285 fieles bautizados.
| Año                                                                             | Población            | Población | Población      | Sacerdotes | Sacerdotes    | Sacerdotes    | Bautizados por sacerdote | Diáconos permanentes | Religiosos | Religiosos | Parroquias |
| Año                                                                             | Bautizados católicos | Total     | % de católicos | Total      | Clero secular | Clero regular | Bautizados por sacerdote | Diáconos permanentes | Varones    | Mujeres    | Parroquias |
| ------------------------------------------------------------------------------- | -------------------- | --------- | -------------- | ---------- | ------------- | ------------- | ------------------------ | -------------------- | ---------- | ---------- | ---------- |
| 1950                                                                            | 33 858               | 1 240 000 | 2.7            | 42         | 42            |               | 806                      |                      |            | 93         | 22         |
| 1970                                                                            | 23 479               | 1 000     | 2.3            | 20         |               | 20            | 1173                     |                      | 20         | 84         | 10         |
| 1980                                                                            | 27 552               | 3 132 000 | 0.9            | 25         | 24            | 1             | 1102                     |                      | 2          | 62         | 10         |
| 1988                                                                            | 34 484               | 3 077 000 | 1.1            | 35         | 35            |               | 985                      |                      | 5          | 95         | 14         |
| 1999                                                                            | 38 997               | 3 260 697 | 1.2            | 43         | 43            |               | 906                      |                      | 6          | 118        | 20         |
| 2000                                                                            | 39 216               | 3 262 016 | 1.2            | 48         | 48            |               | 817                      |                      | 5          | 120        | 20         |
| 2001                                                                            | 39 130               | 3 264 130 | 1.2            | 49         | 49            |               | 798                      |                      | 4          | 120        | 20         |
| 2002                                                                            | 39 215               | 3 271 000 | 1.2            | 53         | 53            |               | 739                      |                      | 4          | 120        | 20         |
| 2003                                                                            | 40 030               | 3 300 000 | 1.2            | 63         | 63            |               | 635                      |                      | 4          | 120        | 20         |
| 2004                                                                            | 40 094               | 3 310 000 | 1.2            | 53         | 53            |               | 756                      |                      | 4          | 120        | 20         |
| 2010                                                                            | 42 280               | 3 360 000 | 1.3            | 56         | 56            |               | 755                      |                      | 4          | 120        | 21         |
| 2014                                                                            | 42 605               | 3 412 605 | 1.2            | 58         | 58            |               | 734                      |                      | 3          | 120        | 22         |
| 2017                                                                            | 42 905               | 3 446 000 | 1.2            | 60         | 60            |               | 715                      |                      | 4          | 120        | 22         |
| 2020                                                                            | 43 285               | 3 538 000 | 1.2            | 68         | 68            |               | 636                      |                      | 4          | 130        | 22         |
| Fuente: Catholic-Hierarchy, que a su vez toma los datos del Anuario Pontificio. |                      |           |                |            |               |               |                          |                      |            |            |            |

## Episcopologio
- Eugenio Biffi, P.I.M.E. † (10 de noviembre de 1867-7 de febrero de 1882 nombrado obispo de Cartagena)
- Tancredi Conti, P.I.M.E. † (12 de febrero de 1882-1889)
- Rocco Tornatore, P.I.M.E. † (18 de noviembre de 1889-26 de enero de 1908 falleció)
- Vittorio Emanuele Sagrada, P.I.M.E. † (10 de mayo de 1908-1936 retirado)
- Alfredo Lanfranconi, P.I.M.E. † (1 de julio de 1937-26 de noviembre de 1959 falleció)
- Sebastian U Shwe Yauk † (21 de marzo de 1961-13 de julio de 1988 falleció)
- Isaac Danu, desde el 1 de septiembre de 1989